# Anisomerus
Anisomerus là một chi bọ cánh cứng trong họ 
Elateridae.
Chi này được miêu tả khoa học năm 1897 bởi Schwarz.

## Các loài
Các loài trong chi này gồm:
- Anisomerus bipectinatus Schwarz
- Anisomerus bipectinatus (Schwarz, 1896)
- Anisomerus franciscae Girard, 1971
- Anisomerus hacquardi Candèze
- Anisomerus lamellicornis Fairmaire, 1888
- Anisomerus mirei Girard, 1986
- Anisomerus prosternalis (Schwarz, 1906)
- Anisomerus senegalensis Laporte
- Anisomerus seydeli Girard, 1986
- Anisomerus sylvestris Girard, 1971
- Anisomerus uelensis Girard, 1986